# Лісабон (аеропорт)

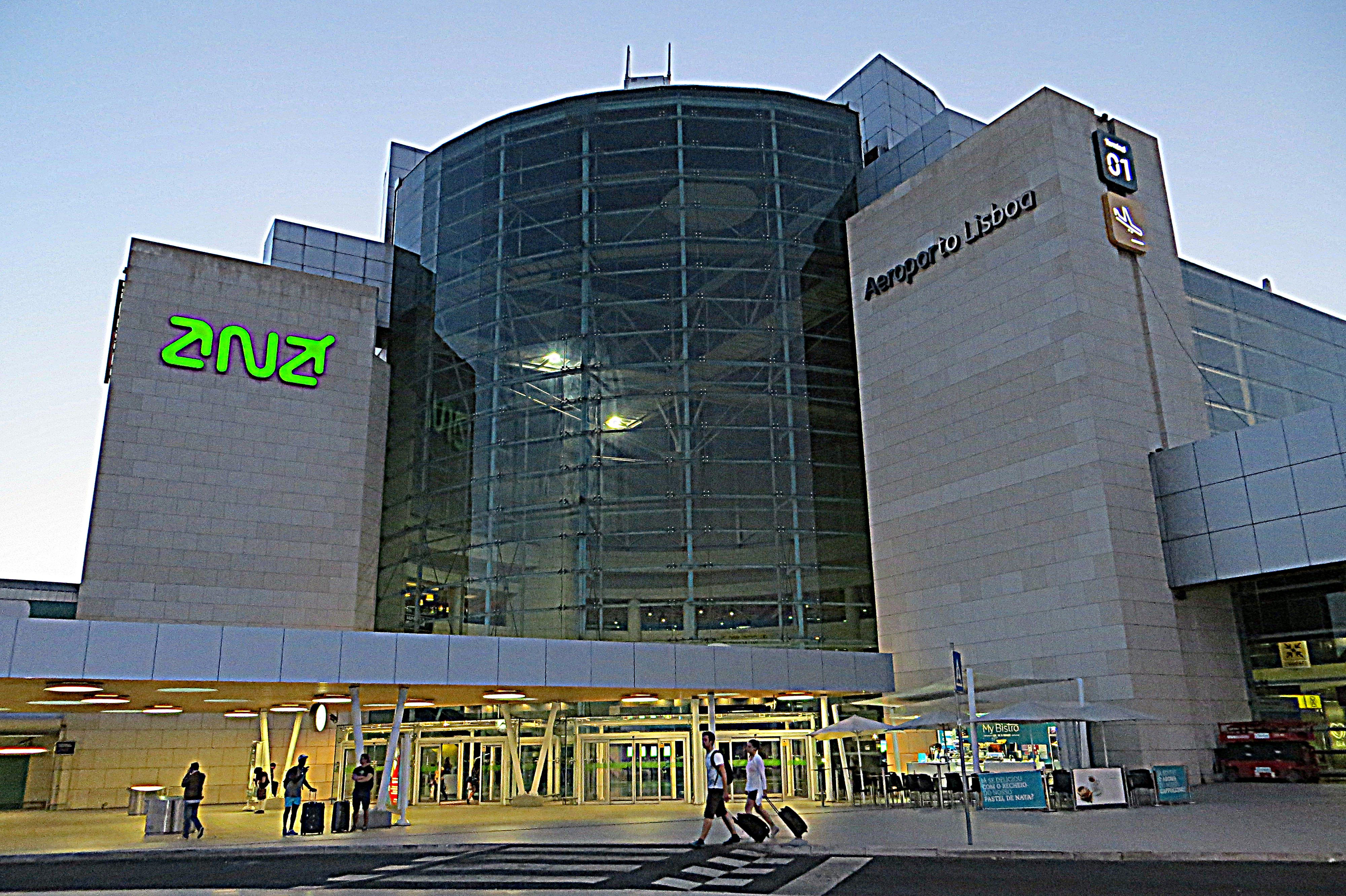
Екстер'єр терміналу 1

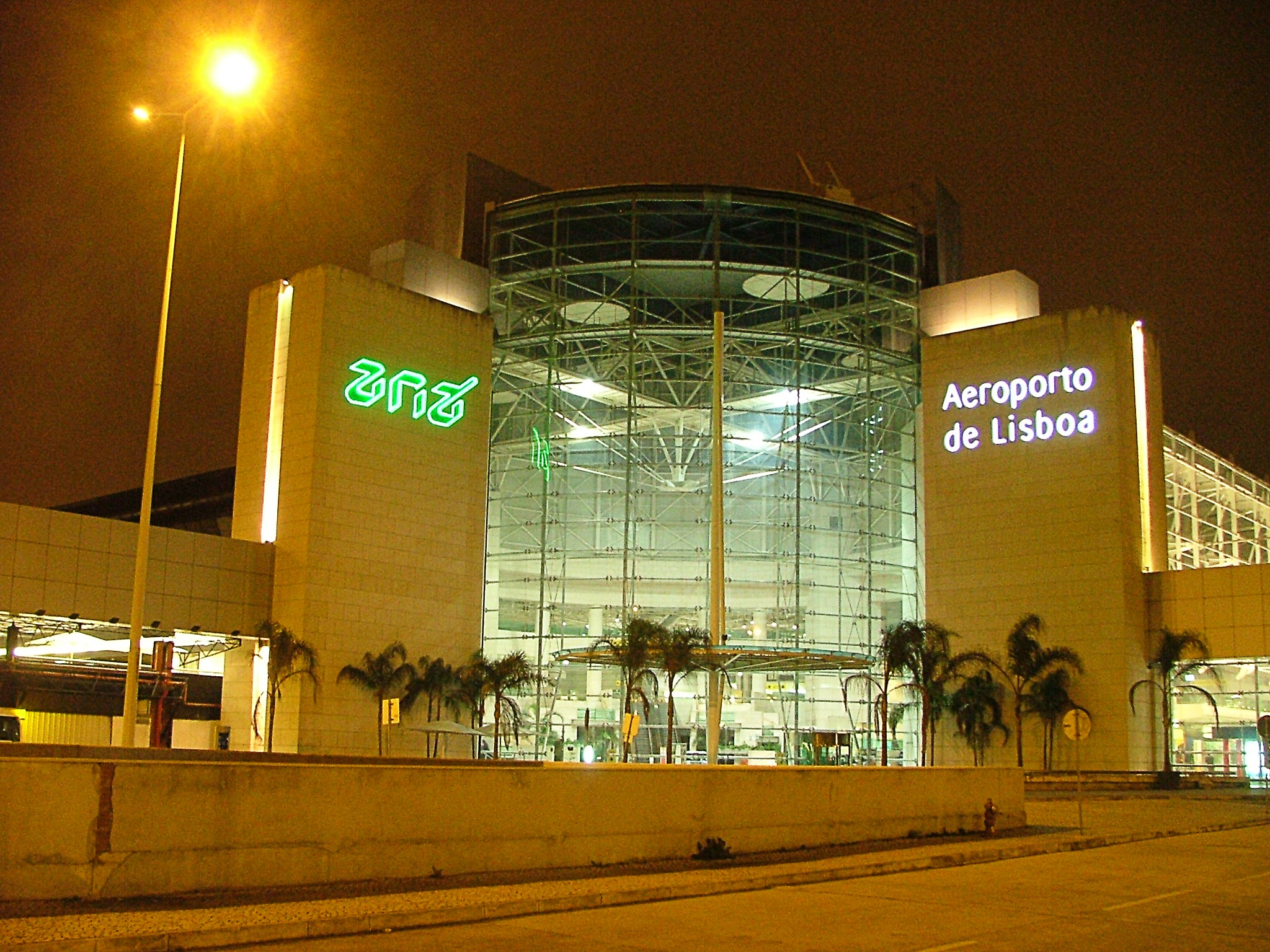
Екстер'єр терміналу 1 вночі

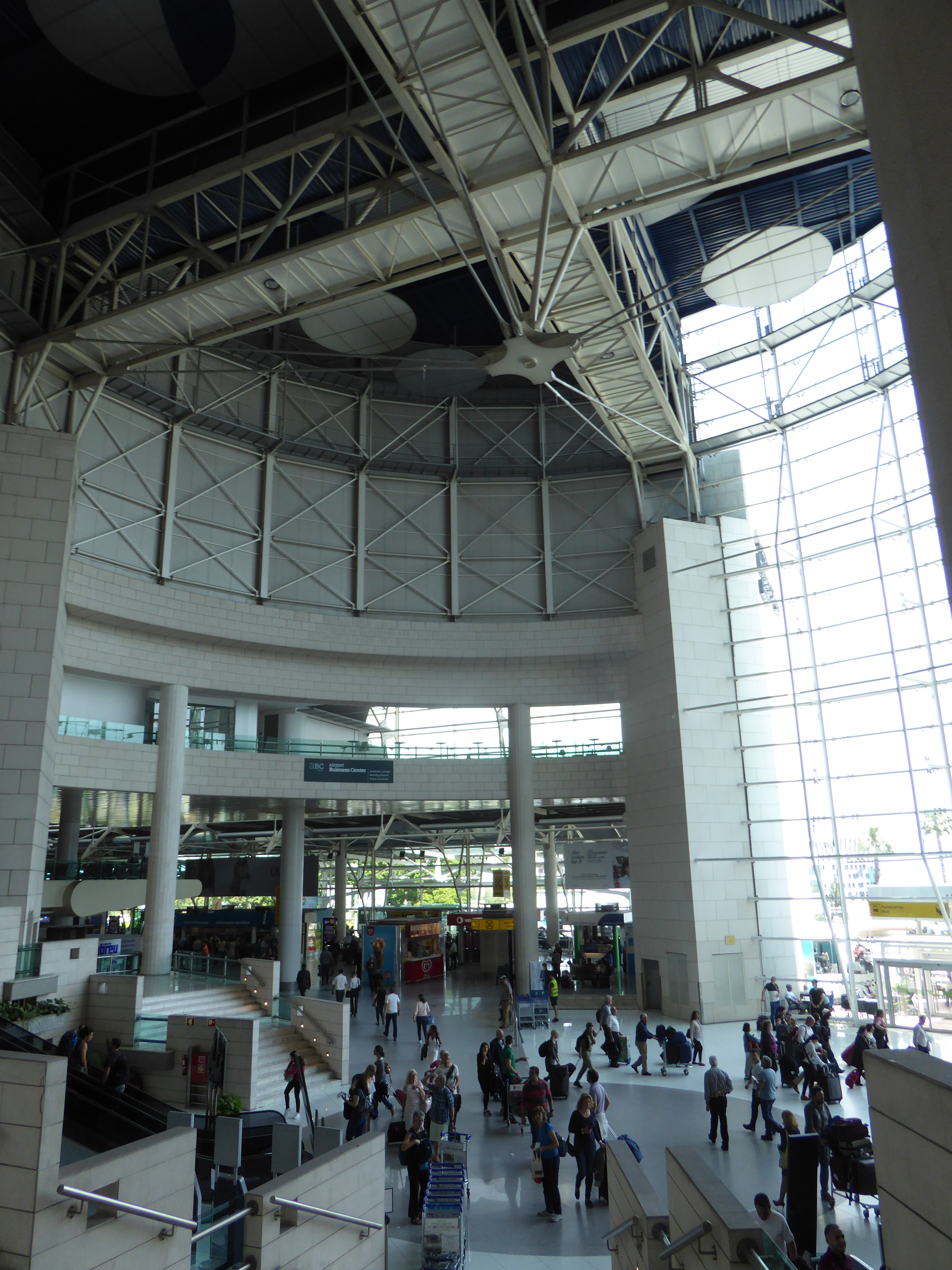
Інтер'єр холу термінала 1

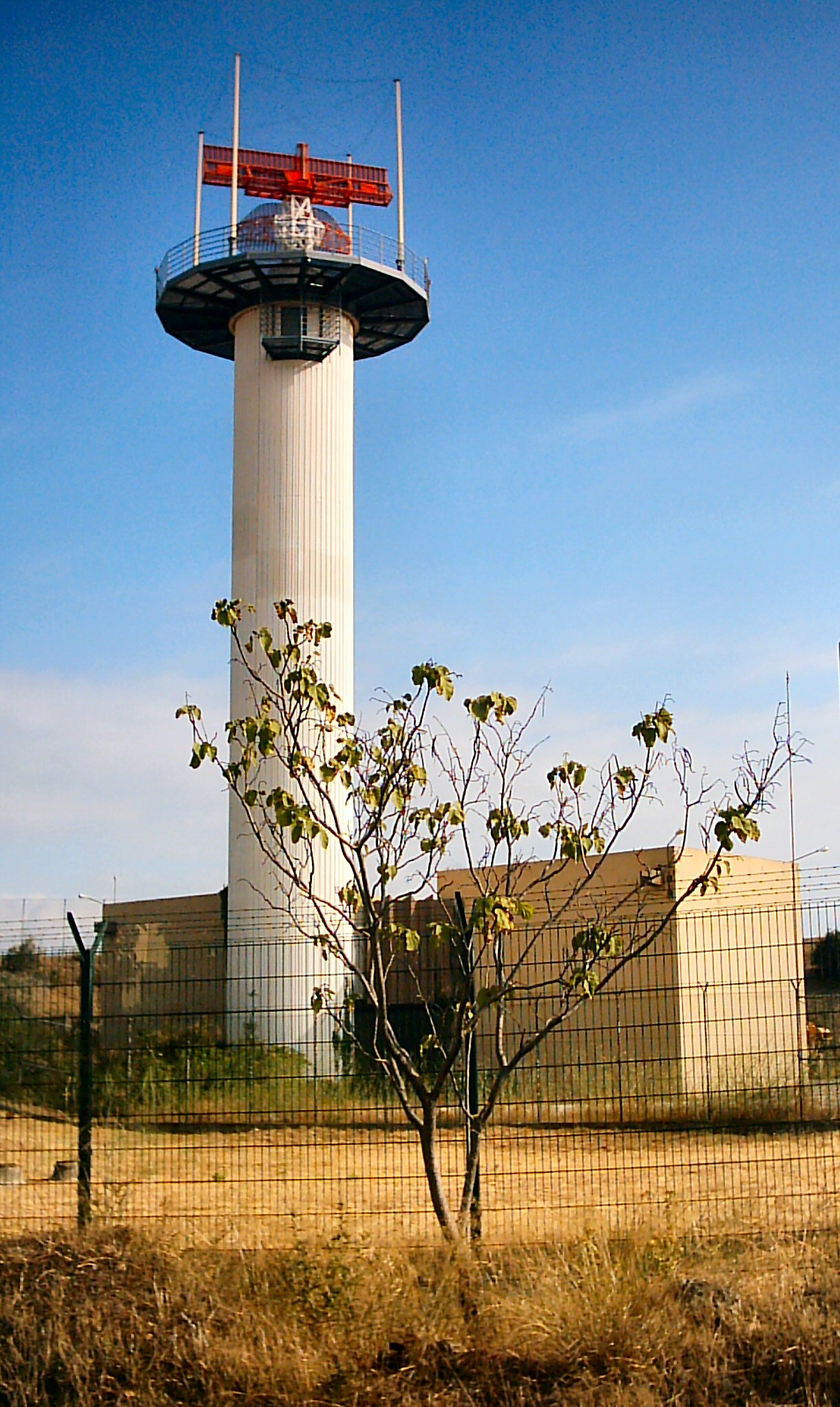
Навігаційна вежа

Міжнародний аеропорт «Порте́ла» або «Лісабон» (порт. Aeroporto Internacional da Portela, Aeroporto Internacional de Lisboa, (IATA: LIS, ICAO: LPPT)) — аеропорт розташований у північній частині міста за 7 км від центру Лісабона і є найбільшим міжнародним аеропортом у Португалії.
Аеропорт є хабом:
- TAP Air Portugal
- Azores Airlines
- easyJet
- Ryanair
- Vueling

## Опис
Аеропорт належить державному підприємству «ANA», функціонує з 15 жовтня 1942 року і має дві злітно-посадкові смуги довжиною 3805 і 2400 метрів відповідно, кожна з яких має 45 метрів у ширину. Має два громадських і один військовий термінал, відоміший під назвою «Фігу-Мадуру».
На початку 2008 року португальським урядом було прийняте рішення про будівництво нового міжнародного аеропорту в Алкошете, який має стати головними повітряними воротами португальської столиці. Таке рішення пов'язане з постійним зростанням пасажирського трафіку аеропорту «Портела».

### Термінал 1
Термінал 1 є головною будівлею і має декілька крамниць та сервісних приміщень. Має два залів реєстрації, один — зона самостійної реєстрації TAP Air Portugal, другий має 68 стійок реєстрації (37-89 і 90-106). Термінал має 29 гейтів, більшість з яких має телетрапи, 7 гейтів призначено для не-шенгенських напрямків. Більшість авіакомпаній використовують термінал 1, включаючи TAP Air Portugal та його партнерів зі Star Alliance.

### Термінал 2
Термінал 2 є набагато меншим і новішим з двох терміналів, використовується виключно недорогими перевізниками. Має 21 стійку реєстрації (201–222), що призначені для кожного конкретного недорогого перевізника, та 15 гейтів (201–215). Є тільки стандартні зручності, декілька крамниць. До терміналу можна дістатися безкоштовним трансфером до/з з терміналу 1. Провідними перевізниками є Ryanair, easyJet, Transavia, Transavia France, Wizz Air та Blue Air.

## Авіалінії та напрямки, жовтень 2020
| Авіакомпанія                  | Пункт призначення |
| ----------------------------- | --- |
| Aegean Airlines               | Афіни |
| Aer Lingus                    | Корк, Дублін |
| Aeroflot                      | Москва-Шереметьєво |
| Air Algérie                   | Алжир |
| Air Arabia Maroc              | Касабланка |
| Air Canada Rouge              | Сезонний: Монреаль-Трюдо, Торонто-Пірсон |
| Air Europa                    | Мадрид |
| Air France                    | Париж-Шарль де Голль |
| Air Malta                     | Мальта |
| Air Moldova                   | Кишинів |
| Air Transat                   | Монреаль-Трюдо, Торонто-Пірсон |
| airBaltic                     | Рига |
| American Airlines             | Сезонний: Філадельфія (з 28 березня 2021) |
| Azores Airlines               | Бостон, Орта, Піку, Понта-Делгада, Прая, Санта-Марія, Терсейра, Торонто-Пірсон |
| Azul Brazilian Airlines       | Сан-Паулу-Віракопус |
| Beijing Capital Airlines      | Пекін-Дасин, Сіань |
| Binter Canarias               | Гран-Канарія, Тенерифе-Північний |
| Blue Air                      | Бухарест (з 29 березня 2021) |
| Bulgaria Air                  | Сезонний: Софія |
| British Airways               | Лондон-Хітроу |
| Brussels Airlines             | Брюссель |
| Cabo Verde Airlines           | Сал |
| Croatia Airlines              | Загреб |
| Czech Airlines                | Сезонний: Прага |
| Delta Air Lines               | New York–JFK Сезонний: Бостон |
| easyJet                       | Амстердам, Базель-Мюлуз-Фрайбург, Берлін-Бранденбург (з 19 грудня 2020), Бордо, Бристоль, Единбург, Мадейра, Женева, Лондон-Гатвік, Лондон-Лутон, Люксембург, Ліон, Мадрид, Манчестер, Мілан–Мальпенса, Нант, Ніцца, Париж-Шарль де Голль |
| El Al                         | Тель-Авів |
| Emirates                      | Дубай |
| Estelar Latinoamerica         | Каракас |
| euroAtlantic Airways          | Бісау |
| Eurowings                     | Кельн/Бонн, Дюссельдорф, Штутгарт |
| Finnair                       | Гельсінкі |
| FlyOne                        | Сезонний: Кишинів |
| Iberia                        | Мадрид |
| KLM                           | Амстердам |
| LAM Mozambique Airlines       | Мапуту |
| LATAM Brasil                  | Сан-Паулу-Гуарульюс |
| Lufthansa                     | Франкфурт, Мюнхен |
| Luxair                        | Люксембург |
| Norwegian Air Shuttle         | Копенгаген, Стокгольм-Арланда, Осло-Гардермуен |
| Orbest                        | Канкун, Пунта-Кана, Варадеро |
| Qatar Airways                 | Доха |
| Royal Air Maroc               | Касабланка |
| Ryanair                       | Париж-Бове, Мілан-Бергамо, Берлін-Шенефельд, Болонья (завершення 26 березня 2021), Бордо, Бремен, Брюссель, Брюссель-Шарлеруа, Будапешт, Дублін, Единбург, Ейндговен (завершення 26 березня 2021), Краків, Лондон-Станстед, Люксембург (завершення 26 березня 2021), Манчестер (завершення 26 березня 2021), Марсель, Меммінген, Неаполь, Понта-Делгада, Рим-Чіампіно, Севілья, Терсейра (завершення 27 березня 2021), Тулуза, Валенсія, Відень, Варшава–Модлін |
| Scandinavian Airlines         | Стокгольм-Арланда, Копенгаген |
| SkyUp                         | Київ–Бориспіль |
| STP Airways                   | Сан-Томе |
| Swiss International Air Lines | Женева, Цюрих |
| TAAG Angola Airlines          | Луанда |
| TAP Air Portugal              | Абіджан, Аккра, Агадір (з 25 березня 2021),, Аліканте, Амстердам,Банжул, Барселона, Белен, Белу-Оризонті,, Берлін-Тегель, Більбао, Бісау, Боа-Вішта, Болонья, Бордо, Бостон, Бразиліа, Брюссель, Будапешт, Канкун (з 30 березня 2021),, Каракас, Касабланка, Чикаго-О'Хара, Конкарі, Копенгаген, Дакар, Дублін, Дюссельдорф, Фару, Флоренція, Форталеза, Франкфурт, Фуертевентура (з 5 червня 2021), Мадейра, Женева, Гран-Канарія, Гамбург, Гельсінкі, Ібіца (з 5 червня 2021),, Лондон-Гатвік, Лондон-Хітроу, Луанда, Люксембург, Ліон, Масейо, Мадрид, Малага, Манчестер, Мапуту, Марракеш, Марсель, Маямі, Мілан–Мальпенса, Монреаль-Трюдо, Москва-Домодєдово, Мюнхен, Нант, Неаполь, Наталь, New York–JFK, Ньюарк, Ніцца, Осло-Гардермуен, Париж-Орлі, Понта-Делгада, Порту, Порту-Алегрі, Порту-Санту, Прага, Прая, Ресіфі, Ріо-де-Жанейро — Галеан, Рим-Ф'юмічіно, Сал, Салвадор, Сан-Франциско, Сантьяго-де-Компостела, Сан-Паулу-Гуарульюс, Сан-Томе, Сан-Вісенте, Севілья, Стокгольм-Арланда, Тель-Авів, Тенерифе-Південний, Терсейра, Торонто-Пірсон, Тулуза, Валенсія, Венеція, Відень, Варшава-Шопен, Вашингтон-Даллес, Загреб (з 28 березня 2021), Цюрих Сезонний: Танжер |
| Transavia                     | Амстердам, Ейндговен, Ліон, Монпельє, Нант, Париж-Орлі, Роттердам/Гаага |
| Tunisair                      | Туніс |
| Turkish Airlines              | Стамбул |
| United Airlines               | Ньюарк Сезонний: Вашингтон-Даллес |
| Vueling                       | Барселона, Більбао, Пальма-де-Мальорка, Париж-Орлі, Тенерифе-Північний, Валенсія Сезонний:Ібіца |
| Wizz Air                      | Белград (з 30 березня 2021), Бухарест, Будапешт, Донкастер-Шеффілд (з 7 грудня 2020),, Дортмунд, Київ-Жуляни, Лондон-Лутон, Львів, Відень Сезонний: Гданськ, Катовіце, Софія, Варшава-Шопен |

## Статистика
Див. джерело запитів Вікіданих та джерела.